# Stare Plavnice
Stare Plavnice es una localidad de Croacia en la ciudad de Bjelovar, condado de Bjelovar-Bilogora.

## Geografía
Se encuentra a una altitud de 121 m s. n. m. a 83 km de la capital nacional, Zagreb.

## Demografía
En el censo 2011, el total de población de la localidad fue de 673 habitantes.
| Gráfica de población de Stare Plavnice 1857-2011                    |
|                                                                     |
| Según los censos de población de la oficina estadística de Croacia. |